# Jérémie N'Jock
Jérémie N'Jock (Bafoussam, 12 marzo 1980) è un ex calciatore camerunese, di ruolo attaccante.

## Carriera
Ha giocato nella massima serie dei campionati rumeno e belga, e nella seconda divisione francese.

## Palmarès

### Club

#### Competizioni nazionali
- Tweede klasse: 1

Mons: 2005-2006